# Miller Crag
Miller Crag är en kulle i Antarktis. Den ligger i Västantarktis. Inget land gör anspråk på området. Toppen på Miller Crag är 1 450 meter över havet.
Terrängen runt Miller Crag är kuperad norrut, men söderut är den platt. Trakten är obefolkad. Det finns inga samhällen i närheten. 